# 馬羅博恩 (肯塔基州坎伯蘭縣)
馬羅博恩（英語：Marrowbone）是位於美國肯塔基州坎伯蘭縣的一個人口普查指定地區。

## 人口
根據2020年美國人口普查的數據，馬羅博恩的面積為3.34平方千米，當中陸地面積為3.30平方千米，而水域面積為0.04平方千米。當地共有人口147人，而人口密度為每平方千米44.01人。